# Lasioglossum parapastinum
Lasioglossum parapastinum là một loài Hymenoptera trong họ Halictidae. Loài này được Cockerell mô tả khoa học năm 1940.